# Цителсопели (Карельский муниципалитет)
Цителсопели (груз. წითელსოფელი) — село в Грузии, на территории Карельского муниципалитета края (мхаре) Шида-Картли.

## География
Село находится в центральной части Грузии, на правом берегу реки Дзамы, на расстоянии приблизительно 11 километров (по прямой) к юго-западу от города Карели, административного центра муниципалитета. Абсолютная высота — 816 метров над уровнем моря.

## Население
По результатам официальной переписи населения 2014 года в Цителсопели проживало 26 человек (11 мужчин и 15 женщин). В национальной структуре населения грузины составляли 88,5 %, осетины — 11,5 %.
| Год  | Население, человек |
| ---- | ------------------ |
| 2002 | 13                 |
| 2014 | ↗ 26               |